# Resolutie 571 Veiligheidsraad Verenigde Naties
Resolutie 571 van de Veiligheidsraad van de Verenigde Naties werd unaniem aangenomen op 20 september 1985. Dit gebeurde na een aparte stemming over paragraaf °5.

## Achtergrond
In 1968 hadden de Verenigde Naties het mandaat dat Zuid-Afrika over Namibië had gekregen beëindigd. Het land weigerde echter te vertrekken, waarna de VN de Zuid-Afrikaanse administratie in Namibië illegaal verklaarden en Zuid-Afrika een wapenembargo oplegden. De buurlanden van Namibië die de Namibische onafhankelijkheidsstrijd steunden werden door Zuid-Afrika geïntimideerd met geregelde militaire invasies.

## Inhoud
De Veiligheidsraad:
- Heeft het verzoek van Angola overwogen.
- Heeft de verklaring van Angola gehoord.
- Herinnert aan de resoluties 387, 428, 447, 454, 475, 545 en 567.
- Is erg bezorgd over de verdere escalatie van het geweld van Zuid-Afrika tegen Angola.
- Is ervan overtuigd dat deze acties bedoeld zijn om de onderhandelingen in zuidelijk Afrika te bemoeilijken.
- Betreurt de voornamelijk burgerdoden en is bezorgd over de schade aan onder meer bruggen en vee.
- Is bezorgd dat deze daden een patroon van geweld vormen met de bedoeling de steun van de landen aan het front (de buurlanden van Namibië) aan de Namibische bevrijdingsbewegingen te verzwakken.
- Weet dat maatregelen moeten worden genomen voor de wereldvrede.

1. Veroordeelt Zuid-Afrika's invasies in Angola in schending van diens soevereiniteit en territoriale integriteit.
2. Veroordeelt ook het gebruik van Namibië als uitvalsbasis.
3. Eist dat Zuid-Afrika zich onmiddellijk uit Angola terugtrekt en de agressie tegen dat land stopt.
4. Roept alle landen op het wapenembargo tegen Zuid-Afrika uit resolutie 418 na te leven.
5. Vraagt de lidstaten Angola en andere frontlanden te helpen met het versterken van hun verdediging.
6. Roept op tot betaling van een volledige schadevergoeding aan Angola.
7. Beslist een onderzoekscommissie bestaande uit drie van haar leden naar Angola te sturen om de schade te evalueren.
8. Dringt er bij de lidstaten op aan Zuid-Afrika onder druk te zetten om de VN-resoluties na te leven.
9. Besluit om op de hoogte te blijven.

## Verwante resoluties
- Resolutie 568 Veiligheidsraad Verenigde Naties
- Resolutie 569 Veiligheidsraad Verenigde Naties
- Resolutie 572 Veiligheidsraad Verenigde Naties
- Resolutie 574 Veiligheidsraad Verenigde Naties

Lijst ·  560 ·  561 ·  562 ·  563 ·  564 ·  565 ·  566 ·  567 ·  568 ·  569 ·  570 ·  571 ·  572 ·  573 ·  574 ·  575 ·  576 ·  577 ·  578 ·  579 ·  580